# 阿都拉萨·巴金达
阿都拉萨·巴金达（1960年—）马来西亚战略研究中心智库的国防分析家，曾擔任前副首相（前首相）纳吉·阿都拉萨的助理。

## 生平
2006年，阿都拉萨·巴金达被控唆使谋杀來自蒙古的女子阿尔丹杜雅·沙丽布（Altantuya Shaariibuu）。2008年10月31日，他因證據不足而被馬來西亞高等法院宣判無罪。